# Чупин, Яков Иванович
Яков Иванович Чупин (29.10.1925, Тюменская область — 30.04.1991) — старший сержант, командир пулемётного отделения 1079-го стрелкового полка 312-й стрелковой дивизии. Полный кавалер ордена Славы.

## Биография
Родился 29 октября 1925 года в селе Мизоново Ишимского района Тюменской области. Окончил 7 классов. Работал учетчиком в колхозе имени XVII партсъезда в своем селе.
В апреле 1943 года добился призыва в Красную Армию, юноше еще не было 18. В запасном полку получил специальность пулеметчика. В боях Великой Отечественной войны с осени того же года. Боевое крещение получил 8 ноября 1943 года, был легко ранен. Через несколько недель вернулся в свою часть, но в декабре вновь был ранен. На этот раз тяжело и надолго лег в госпиталь. На фронт вернулся только весной 1944 года. С этого времени до Победы воевал в составе 1079-го стрелкового полка 312-й стрелковой дивизии, командиром пулеметного расчета. Член ВКП/КПСС с 1944 года.
18 июля 1944 года при прорыве вражеской обороны у населенного пункта Гаруша на реке Турья красноармеец Чупин со своим расчетом из станкового пулемета отбил 3 атаки противника, поразил 18 противников.
Приказом от 26 июля 1944 года красноармеец Чупин Яков Иванович награждён орденом Славы 3-й степени.
15 августа 1944 года западнее деревне Облясы Дворске при отражении контратаки ефрейтор Чупин шквальным огнём истребил немало вражеских солдат. Когда кончились боеприпасы, гранатами подорвал вражеский расчет. Захватив исправный пулемет, продолжил бой из трофейного оружия. Своими действиями внес панику в ряды противника. Смелость и находчивость пулеметчика помогли наступающим без особых потерь овладеть важным населенным пунктом.
Приказом от 25 сентября 1944 года ефрейтор Чупин Яков Иванович награждён орденом Славы 2-й степени.
В боях за расширение Пулавского плацдарма пулеметный расчет Чупина активно поддерживал пехотинцев. Приходилось отражать по 7-8 контратак, которые предпринимали противники в течение дня. Умело выбирая позицию, Чупин уничтожил несколько десятков противников. На этот раз был отмечен орденом Красного Знамени.
17 апреля 1945 года в бою за высоту у деревни Шёнфлис старший сержант Чупин участвовал в отражении 3 вражеских контратак. Смело выдвигал свой пулемет на передний край, беспощадно уничтожал контратакующего противника, истребив более 50 противников. При форсировании реки Мюллен под огнём противника переправил свой пулемет на другой берег и уничтожил три огневые точки, тем самым обеспечил успешную переправу через водный рубеж стрелковых подразделений. 26 апреля при отражении контратаки противников в деревне Петерсдорф, Грос-Шауэн расчет Чупина истребил до взвода пехоты, две огневые точки. Всего за время боев с 16 по 28 апреля 1945 года со своим расчетом вывел из строя более 150 противников.
После прорыва обороны противника на Одере 69-я армия участвовала в ликвидации группировки юго-восточнее Берлина. А к концу Берлинской операции вышла на Эльбу в районе Магдебурга. Здесь и закончил свой боевой путь пулеметчик Чупин.
Указом Президиума Верховного Совета СССР от 15 мая 1946 года за образцовое выполнение заданий командования в боях с захватчиками старший сержант Чупин Яков Иванович награждён орденом Славы 1-й степени. Стал полным кавалером ордена Славы.
После войны продолжил службу в армии, окончил военное училище, стал офицером-политработником. В 1955 году уволен в запас в звании майора.
Остался жить в городе Кировоград. Выучился на слесаря-жестянщика, быстро освоил новую для себя профессию. Одновременно учился в вечерней школе, закончил её с золотой медалью. Продолжив учёбу, окончил Кировоградский институт сельскохозяйственного машиностроения. Много лет работал на предприятиях Кировограда — начальником технологического бюро цеха, старшим технологом, начальником ОТК, исполняющим обязанности главного инженера. Умер 30 апреля 1991 года. Похоронен в Пантеоне Вечной Славы в Кировограде.
Награждён орденами Красного Знамени, Отечественной войны 1-й степени, Красной Звезды, Славы 3-х степеней, медалями.